# Nairo Quintana Rojas
Nairo Alexander Quintana Rojas (Tunja, 4 de febrer de 1990) és un ciclista colombià, professional des del 2009. Actualment corre a l'equip Movistar Team.
Després de proclamar-se campió de Colòmbia en contrarellotge sub23 el 2009, el 2010 fitxà per l'equip Colombia es Pasión-Café de Colombia. En aquella temporada aconseguí la victòria en la general Tour de l'Avenir, així com en dues etapes. El 2011 guanyà la classificació de la muntanya de la Volta a Catalunya.
El 2012 fitxà pel Movistar Team, aconseguint la seva primera victòria com a professional a l'UCI Europa Tour en guanyar a la Volta a Múrcia. El 2013 arribà l'any de la seva confirmació com a gran promesa del ciclisme mundial en guanyar una etapa de la Volta a Catalunya, una etapa i la general de la Volta al País Basc i, sobretot, una etapa i la classificació de la muntanya i dels joves del Tour de França de 2013.
El juny de 2014 fou el primer colombià a guanyar la classificació general del Giro d'Itàlia, classificació en la qual superà al seu compatriota Rigoberto Urán per poc menys de tres minuts.
El 2016 es proclamà vencedor a la Volta a Catalunya, malgrat no vèncer en cap etapa, i de la Volta a Espanya.
El setembre de 2019 anuncià el seu fitxatge per l'equip francès Arkéa-Samsic.

## Palmarès
- 2009
  -  Campió de Colòmbia sub-23 en contrarellotge
- 2010
  - 1r al Tour de l'Avenir i vencedor de 2 etapes
- 2011
  - Vencedor de la classificació de la muntanya a la Volta a Catalunya
- 2012
  - 1r a la Volta a Múrcia i vencedor d'una etapa
  - 1r a la Ruta del Sud i vencedor d'una etapa
  - 1r al Giro de l'Emília
  - Vencedor d'una etapa al Critèrium del Dauphiné
- 2013
  - 1r a la Volta al País Basc, vencedor d'una etapa de la classificació dels punts
  - 1r a la Volta a Burgos i vencedor d'una etapa
  - Vencedor de la 20a etapa al Tour de França.  1r del Gran Premi de la Muntanya.  1r de la Classificació dels joves
  - Vencedor d'una etapa a la Volta a Catalunya
- 2014
  -  1r al Giro d'Itàlia, vencedor de dues etapes i  1r de la classificació dels joves
  - 1r al Tour de San Luis. Vencedor de d'una etapa i de la classificació de la muntanya
  - 1r a la Volta a Burgos i vencedor d'una etapa
  - Vencedor de la classificació dels joves a la Tirrena-Adriàtica
- 2015
  - 1r a la Tirrena-Adriàtica. Vencedor d'una etapa i 1r de la classificació dels joves
  -  1r de la Classificació dels joves del Tour de França
- 2016
  -  1r a la Volta a Espanya i vencedor d'una etapa
  -  1r a la Volta a Catalunya
  - 1r a la Ruta del Sud i vencedor d'una etapa
  - Vencedor d'una etapa al Tour de Romandia
- 2017
  - 1r a la Volta a la Comunitat Valenciana i vencedor d'una etapa
  - 1r a la Tirrena-Adriàtica i vencedor d'una etapa
  - 1r a la Volta a Astúries i vencedor d'una etapa
  - Vencedor d'una etapa al Giro d'Itàlia
- 2018
  - Vencedor d'una etapa a la Volta a Suïssa
  - Vencedor d'una etapa al Tour de França
- 2019
  - Vencedor d'una etapa al Tour Colombia
  - Vencedor d'una etapa del Tour de França
  - Vencedor d'una etapa a la Volta a Espanya
- 2020
  - 1r al Tour La Provence i vencedor d'una etapa
  - 1r al Tour dels Alps Marítims i del Var i vencedor d'una etapa
  - Vencedor d'una etapa a la París-Niça
- 2021
  - 1r a la Volta a Astúries i vencedor d'una etapa
- 2022
  - 1r al Tour La Provence i vencedor d'una etapa
  - 1r al Tour dels Alps Marítims i del Var i vencedor d'una etapa

### Resultats a la Volta a Espanya
- 2012. 36è de la classificació general
- 2014. Abandona (11a etapa).  Porta el mallot vermell un dia
- 2015. 4t de la classificació general
- 2016.  1r de la classificació general. Vencedor d'una etapa. 1r de la Classificació de la combinada
- 2018. 8è de la classificació general
- 2019. 4t de la classificació general. Vencedor d'una etapa.  Porta el mallot vermell un dia

### Resultats al Tour de França
- 2013. 2n de la classificació general. Vencedor de la 20a etapa.  1r del Gran Premi de la Muntanya.  1r de la Classificació dels joves
- 2015. 2n de la classificació general.  1r de la Classificació dels joves
- 2016. 3r de la classificació general
- 2017. 12è de la classificació general
- 2018. 10è de la classificació general. Vencedor d'una etapa
- 2019. 8è de la classificació general. Vencedor d'una etapa
- 2020. 17è de la classificació general
- 2021. 28è de la classificació general
- 2022. 6è de la classificació general

### Resultats al Giro d'Itàlia
- 2014.  1r de la classificació general. Vencedor de 2 etapes.  1r de la classificació dels joves
- 2017. 2n de la classificació general. Vencedor d'una etapa  Porta el Mallot rosa durant 3 etapes